# James McCallum (Radsportler)

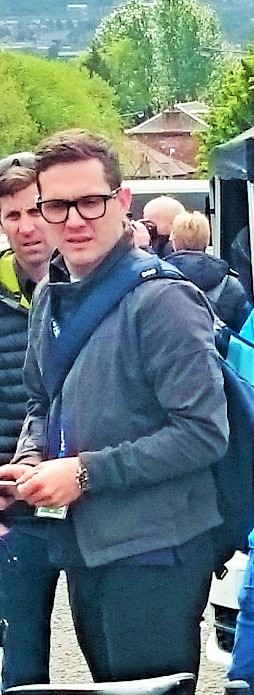
James McCallum (2015)

James McCallum (* 27. April 1979 in Edinburgh) ist ein ehemaliger schottischer Bahn- und Straßenradrennfahrer.
James McCallum wurde 2004 in Meadowbank britischer Vizemeister im Omnium auf der Bahn. Bei den Commonwealth Games 2006 in Melbourne gewann er die Bronzemedaille im Scratch hinter Mark Cavendish und Ashley Hutchinson. Auf der Straße war er 2006 auf dem ersten Teilstück der P&O Irish Sea Tour of the North erfolgreich. 2007 fuhr McCallum für das britische Continental Team Plowman Craven-Evans und ab 2009 für die Mannschaft Endura Racing. 2007 gewann er die nationale Meisterschaft im Kriterium. 2009 gewann er den nationalen Titel im Omnium.
Von 2011 bis 2013 war für Rapha Condor JLT aktiv. 2014 beendete er als Mitglied von Team NFTO seine Radsportlaufbahn.

## Erfolge

### Bahn
- Commonwealth Games – Scratch

## Teams
- 2007 Plowman Craven-Evans
- 2008 Plowman Craven Racing Team
- 2009 Endura Racing
- 2010 Endura Racing
- 2011 Rapha Condor-Sharp
- 2012 Rapha Condor
- 2013 Rapha Condor JLT
- 2014 Team NFTO